# 돈 브라운
돈 브라운(Don Brown, 1964년 6월 30일 ~ )은 캐나다의 배우, 성우, 텔레비전 배우이다.
캐나다에서 태어났다.

## 영화
- 영화 이누야샤: 붉은 연꽃의 호우라이섬 (2004년)
- 기동전사 건담 시드 (2002년)
- 빨간 코 순록 루돌프와 장남감 섬 (2001년)
- 영화 이누야샤: 시대를 넘어선 마음 (2001년)
- 천공의 에스카플로네 (2000년)
- 이누야샤 (2000년)
- 브레인 파워드 (1998년)
- 마이티 콩 (1998년)
- 드래곤 볼 Z (1989년)